# Бруклински папирус
Бруклински папирус је староегипатски рукопис који се данас налази у Бруклинском музеју и није изложен. Верује се да је папирус, написан хијератским писмом, као копија, која датира из касног периода (664–332. године п. н. е.), а која је заснована на ранијем оригиналу.

## Историја
Бруклински папирус доспео је у Бруклински музеј 1947. године, као завештање госпођице Теодоре Вилбур, чије је отац  Чарлс Едвин Вилбур (новинар и египтолог), набавио овај папирус у Египту. Тачно порекло Бруклинског папиру  је непознато, јер је као и многи древни египатски текстови пореклом са тржишта антиквитета, па се готово ништа не зна о околностима њиховог проналаска и њиховог порекла.
Када је преминуо Чарлс Едвин Вилбур 1896. године у његовој хотелској соби у Паризу, папирус је био међу његовим стварима у кутији за кекс заједно са познатим Елефантинским папирусима.
Шездесетих година прошлог века на Бруклински папирус скренуо је пажњу Сержа Сонерона, први пут 1967. године а потом 1969. године, када је у Бруклинском музеју радио на конзервацији папируса и транслитерацији хијератског писма у хијероглифе, са којих је преузео превод на француски. Сонерон је био директора Француског археолошког института у Каиру од 1969. године, све до своје преране смрти 1976. године.
Тренутно рукопис није изложен у Бруклинском музеју, већ се налази у архиви заведен под бројевима  47.218.48 и 47.218.85.

## Намена и садржај
Папирус је настао као приручник за Kherepw Serqet ( свештенике богиње Серкет) који су били позвани по томе да су се бавили  лечењем оних које су угризле змије. У складу са његовом наменом паирус се састојао из два дела, првог и другог.

### Први део
Први део папируса описује различите змије на начин на основу кога могу дати вероватне и могуће идентификације. Такође описује ефекте њихових уједа и евентуалну прогнозу за уједену жртву.

### Други део
Други део папируса се односи на третмане угриза змије и наводи отприлике 140 третмана угриза змија и детаљнији приказ њихове примени код угриза змија. Третмани се не могу назвати лековима јер не знамо какви су били исходи лечења. Ови третмани прате посебан образац: 
- за шта је прописан рецепт (ујед одређене змије или одређени симптом),
- састојци за лечење,
- како спојити састојке и како применити третман пацијенту.
- могући исход за пацијента.

Ово у великој мери прати тренутне медицинске третмане: дијагнозу, дозу и примену  рецепта  и очекивани исход. Ови третмани су укључивали облоге и лекове за кожу, лекове за гутање и еметике (оне који су коришћени да изазову повраћање).
Састојци за третман који се јасно могу сврстати у нколико групанаведени су овој табели: 
| Група састојака      | Састојци |
| -------------------- | --- |
| Ботанички састојци   | Чине већину састојака за третман у бруклинском папирусу. Ови ботанички састојци имали су различите облике (кора, корен, листови и цвеће, биљна уља, и сокова и смола. Поједини третман није прецизирао који део биљке треба користити. Ботанички састојци су могли да се користите у свежем или осушеном облику.                 |
| Животињски производи | Најчешће коришћени животињски састојак био је мед, а затим крв, измет, жуч и маст. Често су коришћени производи од говеда и коза, као и одређене врсте риба. |
| Минерални састојци   | Минерални састојак који се најчешће користио у третманима угриза змије била је со. У смислу контроле инфекције, ово је можда био најкориснији од свих састојака. Стипса и окер (и црвени и жути окер) су такође коришћени прилично често. Обично коришћене течности као носаче састојака биле су вино, вода, пиво и слатко пиво. |
| Носачи састојака     | Као носачи биљних или минералних састојака обично су коришћене течности као што си вино, вода, пиво и слатко пиво. |

Састојци су често морали да се мешају било самостално или са носачем састојака, у неку врсту течности да би се омогућило укусно и лако гутање, или да би се везали суви састојци за облог.

## Основне информације
Први део папируса односи се наугриза змија, а у другом делу Бруклинског папируса наводе се рецепи за лечење уједа змија, шкорпиона и паука. Како су, свештеници богиње Серкет (били заправо специјалисти који су се бавили лечењем уједа змија и шкорпиона) имали су научни приступ лечењу уједа змије (дијагноза, лечење и могући исход) чини се да је почетна процена историчара медицине да је папирус очигледно магијског и митолошког садржаја највероватниј мања од 10%. Јер се магијски и митолошки садржај папируса односи само на загонетке, инвокације и речи упућене директно отрову.
Избор састојака за третмане
Међутим, постоји дилема да ли је могуће да су састојци изабрани за третмане одабрани због њихове перципиране или посматране терапеутске вредности, или због магијских и религиозних удружења? Пажљивији поглед на повезаност између неких процеса лечења укључених у спрегу са лековитим састојцима и магијом и митологијом, указује на то да у Бруклинском часопису  она постоји много више, од оног датог у једноставном попису, састојака за лечење и метода припреме и употребе него што се на први поглед чини.
Магија као комплементарна вештина Египатске медицине
Магија и медицина у старом Египту су биле комплементарне вештине. Да је то тако очигледни пример је Бруклински папирус, јединствена расправа о лечењу угриза змије која узима у обзир и физичке и менталне аспекте покушаја да се излечи жртва  након уједа  змије. Терапија у Бруклинском папирусу одвија се на физичком нивоу (третман тела) као и на психолошком нивоу (третман ума, укључујући емоционалне и духовне аспекте), и може се сматрати холистичким присупом.
Веровало се да одређене радње наведене у терапији у Бруклинском папирусу (пљување, гутање, цртање, фумигирање, рецитовање) имају магијске асоцијације. Једнако су важна била призивања и загонетки. Сматрасе се да је пацијент био смириван речима које су изговаране током третмана ( као што су изговарање загонетки и призивање разних божанства) или наредбама отрову да напусти тело.
Коментаришући, одређени древни египатски митови историчари медицине сматрају да они чине основу разумевања лекова, амајлија и инканата који се користе у лечењу. Ово свакако важи и за Бруклински папирус, јер су инвокације у Бруклинском папирусу често имале основу у митологији, а закључци о митовима извођени су током процеса лечења.
Док бројни састојци у третманима угриза змије из Брооклинског папируса имају везе са различитим божанствима и митологијом, биљке су посебно повезане са божанствима сунца, стварања, лечења и заштите. Огроман број састојака за третман био је ботаничког порекла. Одређено дрвеће је имало светилишта посвећено њима, у којима су одржавани фестивали у њихову част или су даване понуде. Друга су била света стабла нома (египатске провинције) или су имала свете гајеве основане у близини градова. Сматрало се да је једна биљка, као што је лук, божанског порекла.
Као и код ботаничких састојака у третманима угриза змије у Брулинском папирусу коришћени су и животињски производи због њихових уочених магичних својстава или чак изабрани зато што је животиња имала неке пожељне карактеристике. Неколико животиња чији су нуспроизводи коришћени у третманима угриза змије имају везе са митологијом, фараонима и божанствима.
Боја је била веома важна за старе Египћане и свака боја је имала своје значење. У  Бруклинском папирусу забележено је да се повремено наводи боја животиње од које се добија крв, органи или измет, на пример: сало црне краве или крв црвене козе. Црна је била популарна боја у магији и често се прецизирало да се крв или млеко морају добити од црне животиње. Иако се црвена боја често повезивала са негативношћу као што су хаос и зло, такође је била повезана са богињом соларног ока и, због ове везе, такође се сматрала веома моћном.
Иако су различити минерални састојци коришћени у третманима уједа змије у Бруклинском папирусу, врло мало њих је имало везе са митологијом и магијом. Најчешће коришћени минерални састојак била је со, а и црвени и жути окер који су такође коришћени прилично често.  Црвени окер који се зове дјдј је вероватно посебна врста црвеног окера која се налази у Асуану и Нубији. Овај састојак је повезан са богињом Хатор у Миту о уништењу човечанства који се налази у Књизи о небеској крави. Глина је била повезана са стварањем и животом. Стари Египћани су веровали да је бог Хнум створио човечанство од глине или блата на грнчарском точку. Као бог стваралац, Хнум је пружио важну везу са давањем живота и, пошто је глина била повезана са њим, била би важан састојак за употребу.
Постоји довољно доказа који сугеришу да су одређени састојци одабрани за лечење жртава уједа змије у Бруклинском папирусу могли бити изабрани на основу њихове повезаности са митологијом и важним божанствима, а не због њихових перципираних или посматраних терапеутских вредности.
Све у свему, Бруклински папирус (47.218.48 и 47.218.85) није ни потпуно магичан у свом приступу, нити је потпуно рационалан (који се бави само медицинским третманима). Документ представља драгоцену прилику да се разуме како магија, религија и медицина раде заједно како би се обезбедио уравнотежен став према лечењу, и да се сазна како је томе приступио древни Египатски Kherepw Serqet ( свештенике богиње Серкет).